# Remuneration
Remuneration (lat. remuneratio – Belohnung), auch Remunerierung, ist ein Begriff in angelsächsischen und kontinentaleuropäischen Rechtsordnungen. In etwa entspricht der Begriff dem der Gratifikation des deutschen Arbeitsrechts, einer über das Grundgehalt hinausgehenden Belohnung. Des Weiteren gibt es die remuneratorische Schenkung, die von der Gratifikation bzw. Remuneration abzugrenzen ist.

## Remuneration als Sonderzahlung
In Österreich bedeutet Remuneration (siehe § 16 Angestelltengesetz) eine Sonderzahlung über den Lohn hinaus, die periodisch ausgezahlt wird. Sie sind mit den Gratifikationen im deutschen Arbeitsrecht vergleichbar. Beispiele sind der Urlaubszuschuss und die Weihnachtsremuneration.  § 16 AngG ermöglicht im Kollektiv- oder Individualarbeitsvertrag, einen Anspruch zu begründen.

## Weitere Begriffs-Verwendungen

### Remunerantentätigkeit in Österreich
Durch die Erbringung einer Remunerantentätigkeit wird in Österreich kein Dienstverhältnis begründet und kann somit ohne einer Beschäftigungsbewilligung nachgegangen werden. Eine Remunerantentätigkeit kann von Asylwerbern ausgeübt werden und umfasst folgende Tätigkeitsbereiche:
- Hilfstätigkeiten, die im unmittelbaren Zusammenhang mit ihrer Unterbringung stehen, wie Reinigungtätigkeiten, die Mitarbeit im Küchenbetrieb, Transportdienste, Instandhaltungstätigkeiten
- gemeinnützige Hilfstätigkeiten für Bund, Länder, Gemeinden und Gemeindeverbände, wie Tätigkeiten in der Landschaftspflege und -gestaltung, die Betreuung von Park- und Sportanlagen, Unterstützungstätigkeiten in der Verwaltung
- Hilfstätigkeiten bei Organisationen und Nichtregierungsorganisationen (NGOs), welche unter dem Einfluss einer Gebietskörperschaft oder eines Gemeindeverbandes stehen[4][5]

Für Beschäftigte besteht eine Unfallversicherung während der Ausübung der Remunerantentätigkeiten, eine Abgeltung erfolgt in Form eines "Anerkennungsbeitrages". Die Zuverdienstgrenze liegt grundsätzlich bei 110 Euro pro Monat, in einigen Bundesländern gibt es höhere Zuverdienstgrenzen.

### Remuneratorische Schenkung

#### Deutschland
Der Begriff der remuneratorischen Schenkung definiert der Bundesgerichtshof als Rechtsgeschäft, durch das der Schenker dem Beschenkten für eine von diesem erbrachte Leistung eine rechtlich nicht geschuldete Belohnung gewährt. Der Begriff ist im Bürgerlichen Gesetzbuch selbst nicht zu finden, obwohl der Begriff früher in Gesetz und Rechtspraxis eine (umstrittene) Rolle gespielt hat. Daraus wird geschlossen, dass auf solche „Belohnungen“ oder "belohnenden Schenkungen" nur Schenkungsrecht anzuwenden sind. Zwischen nachträglicher entgeltlicher Entlohnung (vertragliches Entgelt) und unentgeltlicher Belohnung (Schenkung) zu unterscheiden ist schwierig.

#### Österreich
Die belohnende Schenkung der §§ 940, 941 wird auch remuneratorische Schenkung genannt.